# União Esportiva
L'Uniao Esportiva est un club de football situé à Santarém dans l'État du Pará au Brésil.
Le club est fondé le 15 août 1906 et dissous en 1967.

## Palmarès
- Championnat du Pará (2) :
  - Champion : 1908, 1910